# Кведа-Квіріке
Кведа-Квіріке (груз. ქვედა კვირიკე) — село в Грузії.
За даними перепису населення 2014 року в селі проживає 1699 осіб.